# Верхне-Никольский сельский округ
Верхне-Нико́льский се́льский о́круг — упразднённая административно-территориальная единица, существовавшая на территории Сасовского района Рязанской области до 2004 г.
Административный центр — село Верхне-Никольское.

## История
Сельский округ был упразднён законом Рязанской области от 07.10.2004 № 96-ОЗ. В результате на территории двух сельских округов — Верхне-Никольский и Поляки-Майдановского — было образовано одно муниципальное образование — Трудолюбовское сельское поселение. Административный центр Верхне-Никольское утратил свои полномочия. Управление было перенесено в деревню Трудолюбовку.

## Административное устройство
В состав Верхне-Никольского сельского округа входили 6 населённых пунктов:
1. с. Верхне-Никольское — административный центр
2. д. Архапка
3. с. Верхне-Никольское
4. д. Воскресенка
5. д. Восход
6. д. Ивановские Выселки
7. д. Николаевка
8. с. Шевали-Майданы.